# Wilhelm Krautwaschl
Wilhelm Krautwaschl (ur. 5 marca 1963 w Gleisdorfie) – austriacki biskup rzymskokatolicki, biskup diecezjalny Grazu-Seckau w latach od 2015.

## Życiorys
Święcenia kapłańskie otrzymał 7 lipca 1990 i został inkardynowany do diecezji Grazu-Seckau. Przez kilkanaście lat pracował duszpastersko. W 2006 został rektorem seminarium w Grazu, a w 2009 objął ten sam urząd w biskupim instytucie Augustinum.
16 kwietnia 2015 papież Franciszek mianował go biskupem diecezjalnym diecezji Grazu-Seckau. Sakry udzielił mu 14 czerwca 2015 metropolita Salzburga – arcybiskup Franz Lackner.